# Groot Agelo
Groot Agelo (52° 24′ N, 6° 53′ L) é uma cidade dos Países Baixos, na província de Overijssel. Groot Agelo pertence ao município de Dinkelland, e está situada a 9 km, a norte de Oldenzaal.
A área de Groot Agelo, que também inclui as partes periféricas da cidade, bem como a zona rural circundante, tem uma população estimada em 380 habitantes.